# デンソーエアリービーズ
デンソーエアリービーズは、福島県郡山市をメインホームタウンとするデンソーの女子バレーボールチームである。2025-26シーズンはSV.LEAGUE WOMENに所属。

## 概要
1953年に日本電装（現・デンソー）社内の同好会としてスタート。1972年に「日本電装女子バレーボール部」として正式に創部され、愛知県西尾市の西尾製作所を拠点として活動する。
チーム名の『エアリービーズ』とは、「快活なミツバチたち」という意味で、コート上で選手達が躍動し、蜂のように速く鋭い攻撃で日本バレー界の女王を目指して名付けられ、チームキャラクターとしても描かれている。ちなみに、同じく愛知県を本拠地とするトヨタグループのバレーボールチームである男子のジェイテクトSTINGS愛知も蜂になぞらえたチーム名を採用している。
練習場はチーム所在地でもある西尾製作所内体育館であり、ホームゲームは西尾市総合体育館や愛知県内の岡崎中央総合公園総合体育館などで開催されている。同じく愛知県を本拠地とするトヨタグループのバレーボールチームであるトヨタ車体クインシーズと同日同会場でホームゲームを開催することもある。
地元の中学生を対象とするバレーボール大会「デンソーエアリービーズ杯」を開催し、地域のスポーツ振興にも貢献している。

## 歴史
1953年に9人制の同好会として創設。1972年、6人制に移行と同時に「日本電装女子バレーボール部」として活動を始める。
1981年に創設された第1回地域リーグに出場し、第1回は西部リーグ最下位（6位）になるも、第2回は決勝リーグに進出し3位。1983年の第3回も3位に入り、実業団リーグ（チャレンジリーグ 旧・V1リーグ）に繰り上げ昇格した。
1983年に半田国治が監督が就任。1983/84シーズンの第15回実業団リーグで6位、第16回大会で4位と着実に成績を上げる。1985/86シーズン、3年目となる第17回実業団リーグで14戦全勝優勝を果たし、日本リーグ（現・Vプレミアリーグに昇格した。
日本リーグ初出場となった1986/87シーズンの第20回大会で、ソウルオリンピック代表の滝澤玲子の好トスが操る速攻で6位に入った。第21回大会も6位。しかし、第22回リーグでは7位となり、入替戦でも敗れて実業団リーグに降格した。その後、実業団リーグ中位にしばらく甘んじるが、1993/94シーズンの第25回実業団リーグで12勝2敗の成績で2回目の優勝を果たし、第1回Vリーグ（日本リーグより改称）に昇格出場を果たした。第1回Vリーグでは7位となり再び降格するも、翌シーズンの第27回実業団リーグで優勝し、1年でVリーグに復帰した。
3度目の昇格となった1996年、社名変更に伴いチーム名を「デンソーエアリービーズ」へ改称した。
同年、全日本女子監督とユニチカ・フェニックス監督を歴任した吉田国昭が監督に就任（半田は副部長、後に部長に就任）。1996/97シーズンの第3回Vリーグでは、レギュラーラウンド3位の好成績を収めた。以後、第4回以降は安定した成績を残した。第7回大会は9位、第8回大会は8位となり、2年連続で入替戦を経験するが、粘りのバレーでVリーグ残留を決めている。第9回大会は、鳥居千穂、藤田理恵らベテランがチームを退き、ケガから復帰した濱野礼奈、温水麻子らを中心に戦い、7位となる。
2003年に半田部長が監督に復帰。2003/04シーズンの第10回は9位で入替戦出場となったが残留。第11回大会では、リベロ櫻井由香主将を中心に、渡部有香、岡野知子、横山雅美ら粘りのコンビバレーを展開し、久々の決勝ラウンド進出を果たし自己最高タイの3位に入った。第12回大会は、主力の怪我などで、苦戦が続き9位と入替戦（現チャレンジマッチ）を経験したが残留。定年退職のため半田監督がこのシーズンで退任。
2006年、東レ女子の監督を10年務めた達川実が半田監督の後任として監督に就任。キャプテン岡野知子のリーダーシップと井上香織、矢野美子らのセンター線の充実で、2006/07V・プレミアリーグでは7位に順位を上げ、2007/08シーズンは、V・プレミアリーグはレギュラーラウンドを2位で突破、セミファイナルラウンドも2勝1敗で勝ちあがり、準優勝と大躍進を果たした。そして、第57回黒鷲旗全日本選抜大会では初優勝を果たし、チーム初の全国大会タイトルを獲得した。2008/09V・プレミアリーグでは4位。2009/10シーズンは、皇后杯全日本選手権大会で準優勝を果たし、V・プレミアリーグでは3位に入った。2010/11シーズンには、天皇杯・皇后杯全日本バレーボール選手権大会において初優勝を果たし、チーム2度目の全国大会タイトルとなった。V・プレミアリーグでも序盤は好調を維持するが、中盤に入ると急に失速し、6位に低迷した。2011年、ドミニカ共和国のエース、デラクルス・ベタニアが入団。2011/12V・プレミアリーグではレギュラーラウンドで全3レグ中2レグが終了した時点で12勝2敗の首位に立つ。しかし、第3レグ以降は失速し、第2レグまでの貯金が活きて3位でセミファイナルラウンドに進出するが、1勝2敗で決勝進出ならず、3位で終える。2012年にはデラクルスに代わり元セルビア代表のイヴァナ・ネーショヴィッチが入団。2012/13V・プレミアリーグでは序盤で4戦連続フルセット勝ちで勝ちを果たすが、それ以降は12連敗を喫するなど低迷。7位となり7シーズンぶりのV・チャレンジマッチ（入替戦）出場となった。そして、4月のV・チャレンジマッチで日立リヴァーレに得点率の差で敗れ、18年ぶりのV・チャレンジリーグ降格となった。5月に達川実監督が定年退職のため退任し、辻健志コーチが監督に昇格した。
2013年10月、デンソーエアリービーズサポータークラブの発足が発表された。
2014年3月、Vチャレンジリーグにおいて優勝し、Vチャレンジマッチ（入替戦）に出場。パイオニアに連勝して、1年でプレミア復帰を果たした。辻健志監督は日本バレーボール協会出向のためこの1シーズンで監督を退任した。
2014/15シーズンより山口祐之コーチが監督に昇格。復帰1シーズン目の2014/15シーズンは7位でVチャレンジマッチ回避はならなかったもののVチャレンジマッチでPFUブルーキャッツに連勝しVプレミア残留を果たす。2015/16Vプレミアリーグでも7位となり、2016年3月に開催されたVチャレンジマッチで再度PFUとの対戦となり、それに敗れて再びVチャレンジリーグIに降格した。2016/17VチャレンジリーグIでは、同じく降格組の上尾メディックス（現・埼玉上尾）とともに他の6チームから全試合でポイント3を挙げて3位以下を圧倒した。直接対決では1勝2敗と負け越すが負けた2試合ともフルセットだったためポイントが1ポイントだけ上尾を上回り優勝。Vチャレンジマッチで昨年の因縁の相手であるPFUと再度見えた（3年連続のカードでもある）。結果は二連勝して再度プレミアリーグへの切符を手にした。なお、最後まで優勝を争った上尾も復帰を決めていて、2013/14の昇格、2015/16の降格に続いて同時期の昇降格となった。プレミア昇格切符を手にしたチームは、第66回黒鷲旗全日本選抜大会で優勝を果たした。
2017年6月より、元日本女子代表コーチである川北元が監督に就任。前監督の山口祐之はゼネラルマネージャーに就任した。年末の平成29年度皇后杯全日本選手権大会では、Vレギュラーラウンドを無敗で突っ走る久光製薬スプリングスに土をつけて決勝進出を果たす。フルセットのデュースまで持ち込む接戦となったが、トヨタ車体クインシーズに屈し準優勝となった。Vプレミアリーグでもファイナル6に進出し、最終戦までファイナル3進出を争ったがまたしてもトヨタ車体に屈して4位となった。
2018年、これまでのVリーグに変わり新生V.LEAGUEが誕生し、1部のDIVISION1に所属。初年度の2018-19シーズンは5位となった。2019-20シーズン、レギュラーラウンドはプレミアカンファレンスに入り、カンファレンス内の対戦成績で14勝1敗（14勝とも3ポイントの勝利）と圧倒的な成績を残す快進撃を見せて首位でファイナル8進出。ファイナル8でも2勝を挙げて準決勝進出を果たしたが、準決勝と3位決定戦で敗れ4位でシーズンを終えた。2020-21シーズンもV・レギュラーラウンド序盤に勝ち星を重ね上位に入るが、2021年1月7日、チーム内選手の新型コロナウイルス感染が発覚したため、1月16日-24日の3試合の欠場を余儀なくされた。復帰以降星を落としセミファイナル進出に危険信号が灯るが、V・レギュラーラウンド最終週の2試合をフルセットで連勝し、ぎりぎりでセミファイナル進出を果たして4強入りした。前シーズンと同様にセミファイナルと3位決定戦で連敗し4位でリーグ戦を終えた。
2021-22シーズンをもって、5シーズン監督を務めた川北元が日本女子代表コーチ再任のため監督を退任し、女子日本代表コーチを務めて来た辻健志が監督に復帰した。

## ホームタウンパートナー協定
2017年4月、西尾市とホームタウンパートナー協定を締結し、2017/18シーズンからメインユニフォーム（白）胸部に西尾市のロゴが配された。同年11月、デンソー子会社のデンソー福島が所在する福島県とホームタウンパートナー協定を結びサブホームタウンとした。
2024年4月17日、SVリーグへの参入とおよびSVライセンス取得に伴い、メインホームタウンを福島県郡山市に移転することを発表した。これまでのホームタウンだった愛知県西尾市とは「マザーホームタウン」として、これまで通り公式戦の試合開催やバレーボール教室など行う。

## 成績

### 主な成績
Vプレミア、V.LEAGUE DIVISION1 WOMEN
- 優勝 なし
- 準優勝 1回（2007年度）

チャレンジリーグ、チャレンジリーグI（実業団リーグ／V1リーグ）
- 優勝 5回（1985年度、1993年度、1995年度、2013年度、2016年度）
- 準優勝 なし

黒鷲旗全日本選抜大会
- 優勝 2回（2008年、2017年）
- 準優勝 1回（2024年）

天皇杯・皇后杯全日本バレーボール選手権大会
- 優勝 1回（2010年）
- 準優勝 2回（2009年、2017年）

国民体育大会成年女子（6人制）
- 優勝 1回（1994年）
- 準優勝 （2002年）

### 年度別成績

#### 日本リーグ / 実業団リーグ
| 所属         | 年度             | 最終 順位 | 参加 チーム数 | 試合 | 勝 | 敗 | 勝率  |
| ------------ | ---------------- | --------- | ------------- | ---- | -- | -- | ----- |
| 実業団リーグ | 第15回 (1983/84) | 6位       | 8チーム       | 14   | 6  | 8  | 0.429 |
| 実業団リーグ | 第16回 (1984/85) | 4位       | 8チーム       | 14   | 9  | 5  | 0.643 |
| 実業団リーグ | 第17回 (1985/86) | 優勝      | 8チーム       | 14   | 14 | 0  | 1.000 |
| 日本リーグ   | 第20回 (1986/87) | 6位       | 8チーム       | 21   | 6  | 15 | 0.286 |
| 日本リーグ   | 第21回 (1987/88) | 6位       | 8チーム       | 14   | 5  | 9  | 0.357 |
| 日本リーグ   | 第22回 (1988/89) | 7位       | 8チーム       | 14   | 3  | 11 | 0.214 |
| 実業団リーグ | 第21回 (1989/90) | 3位       | 8チーム       | 14   | 10 | 4  | 0.714 |
| 実業団リーグ | 第22回 (1990/91) | 5位       | 8チーム       | 14   | 5  | 9  | 0.357 |
| 実業団リーグ | 第23回 (1991/92) | 5位       | 8チーム       | 14   | 6  | 8  | 0.429 |
| 実業団リーグ | 第24回 (1992/93) | 5位       | 8チーム       | 14   | 7  | 7  | 0.500 |
| 実業団リーグ | 第25回 (1993/94) | 優勝      | 8チーム       | 14   | 12 | 2  | 0.857 |

#### Vリーグ / 実業団リーグ・V1リーグ
| 所属         | 年度              | 最終 順位 | 参加 チーム数 | 試合 | 勝 | 敗 | 勝率  |
| ------------ | ----------------- | --------- | ------------- | ---- | -- | -- | ----- |
| Vリーグ      | 第1回 (1994/95)   | 7位       | 8チーム       | 21   | 10 | 11 | 0.476 |
| 実業団リーグ | 第27回 (1995/96)  | 優勝      | 8チーム       | 14   | 13 | 1  | 0.929 |
| Vリーグ      | 第3回 (1996/97)   | 3位       | 8チーム       | 21   | 11 | 10 | 0.524 |
| Vリーグ      | 第4回 (1997/98)   | 5位       | 8チーム       | 21   | 9  | 12 | 0.429 |
| Vリーグ      | 第5回 (1998/99)   | 4位       | 10チーム      | 18   | 14 | 4  | 0.778 |
| Vリーグ      | 第6回 (1999/2000) | 6位       | 10チーム      | 18   | 10 | 8  | 0.556 |
| Vリーグ      | 第7回 (2000/01)   | 9位       | 10チーム      | 18   | 4  | 14 | 0.222 |
| Vリーグ      | 第8回 (2001/02)   | 8位       | 9チーム       | 16   | 4  | 12 | 0.250 |
| Vリーグ      | 第9回 (2002/03)   | 7位       | 8チーム       | 21   | 7  | 14 | 0.333 |
| Vリーグ      | 第10回 (2003/04)  | 9位       | 10チーム      | 18   | 6  | 12 | 0.333 |
| Vリーグ      | 第11回 (2004/05)  | 3位       | 10チーム      | 27   | 15 | 12 | 0.556 |
| Vリーグ      | 第12回 (2005/06)  | 9位       | 10チーム      | 27   | 5  | 22 | 0.185 |

#### V・プレミアリーグ / V・チャレンジリーグ
| 所属        | 年度    | 最終 順位 | 参加 チーム数 | レギュラーラウンド | レギュラーラウンド | レギュラーラウンド | レギュラーラウンド | ポストシーズン | ポストシーズン | ポストシーズン |
| 所属        | 年度    | 最終 順位 | 参加 チーム数 | 順位               | 試合               | 勝                 | 敗                 | 試合           | 勝             | 敗             |
| ----------- | ------- | --------- | ------------- | ------------------ | ------------------ | ------------------ | ------------------ | -------------- | -------------- | -------------- |
| プレミア    | 2006/07 | 7位       | 10チーム      | 7位                | 27                 | 11                 | 16                 | -              | -              | -              |
| プレミア    | 2007/08 | 準優勝    | 10チーム      | 2位                | 27                 | 20                 | 7                  | 4              | 2              | 2              |
| プレミア    | 2008/09 | 4位       | 10チーム      | 4位                | 27                 | 16                 | 11                 | 4              | 0              | 4              |
| プレミア    | 2009/10 | 3位       | 8チーム       | 4位                | 28                 | 15                 | 13                 | 4              | 1              | 3              |
| プレミア    | 2010/11 | 6位       | 8チーム       | 6位                | 26                 | 12                 | 14                 | 中止           | 中止           | 中止           |
| プレミア    | 2011/12 | 3位       | 8チーム       | 3位                | 21                 | 14                 | 7                  | 4              | 2              | 2              |
| プレミア    | 2012/13 | 7位       | 8チーム       | 7位                | 28                 | 7                  | 21                 | -              | -              | -              |
| チャレンジ  | 2013/14 | 優勝      | 10チーム      | 1位                | 18                 | 17                 | 1                  | -              | -              | -              |
| プレミア    | 2014/15 | 7位       | 8チーム       | 7位                | 21                 | 6                  | 15                 | -              | -              | -              |
| プレミア    | 2015/16 | 7位       | 8チーム       | 7位                | 21                 | 8                  | 13                 | -              | -              | -              |
| チャレンジⅠ | 2016/17 | 優勝      | 8チーム       | 1位                | 21                 | 19                 | 2                  | -              | -              | -              |
| プレミア    | 2017/18 | 4位       | 8チーム       | 4位                | 21                 | 11                 | 10                 | 5              | 2              | 3              |

#### V.LEAGUE
| 所属      | 年度    | 最終 順位 | 参加 チーム数 | レギュラーラウンド | レギュラーラウンド | レギュラーラウンド | レギュラーラウンド | レギュラーラウンド | レギュラーラウンド | ポストシーズン | ポストシーズン | ポストシーズン | 備考 |
| 所属      | 年度    | 最終 順位 | 参加 チーム数 | カンファレンス     | 順位               | チーム数           | 試合               | 勝                 | 敗                 | 試合           | 勝             | 敗             | 備考 |
| --------- | ------- | --------- | ------------- | ------------------ | ------------------ | ------------------ | ------------------ | ------------------ | ------------------ | -------------- | -------------- | -------------- | ---- |
| DIVISION1 | 2018-19 | 5位       | 11チーム      | イースタン         | 3位                | 6チーム            | 20                 | 10                 | 10                 | 7              | 4              | 3              |      |
| DIVISION1 | 2019-20 | 4位       | 12チーム      | プレミア           | 1位                | 6チーム            | 21                 | 18                 | 3                  | 5              | 2              | 3              |      |
| DIVISION1 | 2020-21 | 4位       | 12チーム      | （1リーグ制）      | 4位                | 12チーム           | 19                 | 12                 | 7                  | 2              | 0              | 2              |      |
| DIVISION1 | 2021-22 | 6位       | 12チーム      | （1リーグ制）      | 6位                | 12チーム           | 33                 | 20                 | 13                 | -              | -              | -              |      |
| DIVISION1 | 2022-23 | 6位       | 12チーム      | （1リーグ制）      | 6位                | 12チーム           | 33                 | 14                 | 19                 | -              | -              | -              |      |
| DIVISION1 | 2023-24 | 5位       | 12チーム      | （1リーグ制）      | 5位                | 12チーム           | 22                 | 12                 | 10                 | 2              | 1              | 1              |      |

#### SV.LEAGUE
| 所属      | 年度    | 最終 順位 | 参加 チーム数 | レギュラーラウンド | レギュラーラウンド | レギュラーラウンド | レギュラーラウンド | ポストシーズン | ポストシーズン | ポストシーズン | 備考 |
| 所属      | 年度    | 最終 順位 | 参加 チーム数 | 順位               | 試合               | 勝                 | 敗                 | 試合           | 勝             | 敗             | 備考 |
| --------- | ------- | --------- | ------------- | ------------------ | ------------------ | ------------------ | ------------------ | -------------- | -------------- | -------------- | ---- |
| SV.LEAGUE | 2024-25 | 4位       | 14チーム      | 4位                | 44                 | 29                 | 15                 |                |                |                |      |

## 選手・スタッフ(2025-26)

### 選手
| 背番号                                                                           | 名前                     | シャツネーム | 生年月日（年齢）       | 身長 | 国籍     | Pos   | 在籍年              | 前所属         | 備考                   |
| -------------------------------------------------------------------------------- | ------------------------ | ------------ | ---------------------- | ---- | -------- | ----- | ------------------- | -------------- | ---------------------- |
| 1                                                                                | 山下晴奈                 | YAMASHITA    | 2000年4月21日（25歳）  | 172  | 日本     | OH    | 2023年-             | 東海大学       |                        |
| 3                                                                                | 横山真奈                 | YOKOYAMA     | 2000年12月12日（24歳） | 180  | 日本     | MB    | 2023年-             | 鹿屋体育大学   |                        |
| 4                                                                                | 川畑遥奈                 | KAWABATA     | 2001年2月8日（24歳）   | 163  | 日本     | L     | 2023年-             | 東海大学       | キャプテン             |
| 5                                                                                | 吉田美海                 | YOSHIDA      | 2000年1月26日（25歳）  | 176  | 日本     | OH    | 2022年-             | 帝塚山大学     |                        |
| 6                                                                                | 福本眸                   | FUKUMOTO     | 2000年1月11日（25歳）  | 162  | 日本     | L     | 2024年-             | KUROBE         |                        |
| 7                                                                                | ロザマリア・モンチベレル | ROSAMARIA    | 1994年4月9日（31歳）   | 185  | ブラジル | OH    | 2023年-             | UYBA           |                        |
| 8                                                                                | 中元南                   | MINAMI       | 1997年5月14日（28歳）  | 176  | 日本     | OH    | 2016-2024年 2025年- | 柏井高校       | 現役復帰               |
| 9                                                                                | 小口樹葉                 | OGUCHI       | 1993年5月1日（32歳）   | 169  | 日本     | L     | 2015年-             | 東海大学       | プレイングアドバイザー |
| 10                                                                               | 石倉沙姫                 | ISHIKURA     | 2002年2月16日（23歳）  | 174  | 日本     | OH    | 2024年-             | 日本体育大学   |                        |
| 12                                                                               | サブリーナ・マシャド     | MACHADO      | 1996年4月9日（29歳）   | 181  | ブラジル | OH/OP | 2025年-             | ジェシュフ     | 移籍加入               |
| 13                                                                               | 山口結可                 | YAMAGUCHI    | 1999年8月10日（26歳）  | 165  | 日本     | S     | 2022年-             | 東海大学       | 副キャプテン           |
| 14                                                                               | 山崎のの花               | YAMAZAKI     | 1998年9月9日（26歳）   | 172  | 日本     | S     | 2025年-             | 埼玉上尾       | 新加入                 |
| 15                                                                               | 柳千嘉                   | YANAGI       | 2006年4月6日（19歳）   | 184  | 日本     | MB    | 2025年-             | 下北沢成徳高校 | 新人                   |
| 16                                                                               | 野田祐希                 | NODA         | 2004年11月5日（20歳）  | 177  | 日本     | OH    | 2023年-             | 八王子実践高校 |                        |
| 17                                                                               | イェーモンミャ           | MON          | 2006年12月27日（18歳） | 176  |          | OH    | 2025年-             | 下北沢成徳高校 | 新人                   |
| 18                                                                               | 山上有紀                 | YAMAGAMI     | 1995年3月6日（30歳）   | 172  | 日本     | S     | 2024年-             | トヨタ車体     |                        |
| 19                                                                               | 川岸夕紗                 | KAWAGISHI    | 2006年10月22日（18歳） | 159  | 日本     | S     | 2025年-             | 京都橘高校     | 新人                   |
| 22                                                                               | 大﨑琴未                 | OSAKI        | 2000年8月23日（24歳）  | 180  | 日本     | MB    | 2024年-             | 東レ           |                        |
| 23                                                                               | 麻野七奈未               | ASANO        | 2002年12月13日（22歳） | 183  | 日本     | MB    | 2021年-             | 金蘭会高校     |                        |
| 25                                                                               | 瀬戸杏華                 | SETO         | 1997年12月21日（27歳） | 179  | 日本     | MB    | 2024年-             | PFU            |                        |
| 出典：チーム新体制リリース チーム公式サイト Vリーグ公式サイト 更新：2025年6月8日 |                          |              |                        |      |          |       |                     |                |                        |

### スタッフ
| 役職                                                                             | 名前                             | 備考 |
| -------------------------------------------------------------------------------- | -------------------------------- | ---- |
| 顧問                                                                             | 竹内克彦                         |      |
| 部長                                                                             | 杉岡憲                           |      |
| ヘッドコーチ                                                                     | 辻健志                           |      |
| コーチ                                                                           | 木村泰輔                         |      |
| コーチ                                                                           | 大村悟                           |      |
| アドバイザリーコーチ                                                             | アントニオ・マルコス・レルバッキ |      |
| アドバイザリーコーチ                                                             | 石田瑞穂                         |      |
| アナリスト                                                                       | 西谷和晃                         |      |
| ヘッドトレーナー                                                                 | 島崎満夫                         | 新任 |
| メディカルトレーナー                                                             | 宮薗彩香                         |      |
| メディカルトレーナー                                                             | 下野俊彦                         |      |
| S&Cコーチ                                                                        | 栗若伸一                         |      |
| フロントマネージャー                                                             | 佐藤順                           |      |
| マネージャー                                                                     | 大辻ゆう                         |      |
| マネージャー                                                                     | 髙橋愛莉                         |      |
| 通訳                                                                             | 神園めぐみ                       |      |
| 出典：チーム新体制リリース チーム公式サイト Vリーグ公式サイト 更新：2025年6月8日 |                                  |      |

## 在籍していた主な選手
| - 鳥居千穂 - 濱野礼奈 - 坂本久美子 - 岡野知子 - 眞恵子 - 高橋潤子 - 上村麻衣 - 福田舞 - 横山雅美 - 関李香 - 黒羽桂子 - 片下恭子 - 藤井舞 - 細田絵理 - 本田つばさ - 奥田恭子 - 櫻井由香 - 矢野美子 - 熊谷桜子 - 井上奈々朱 - 泉岡未来 | - 栄絵里香 - 真柴咲紀 - 井上香織 - 佐野優子 - 橋本涼加 - 石井里沙 - 堀江彩 - 森田麻実子 - 丸元美緒 - 宮本菜月 - 鈴木裕子 - 山田美花 - 石田瑞穂 - 朝日優衣 - 坂本奈々香 - 早坂梢依 - 野村明日香 - 大竹里歩 - 田原愛里 - 鍋谷友理枝 - 田代佳奈美 | - 奥村麻依 - 井上琴絵 - 工藤嶺 - 積山春花 - 東谷玲衣奈 - 松井珠己 - バーバラ・イエリッチ - エレーナ・チェブキナ - ケニア・モレタ (en) - シンディ・ロンドン - シャイーヌ・スタエレンス - エベ・リスベル - ベタニア・デラクルス - イヴァナ・ネーショヴィッチ - インドレ・ソロカイテ - ミア・イエルコフ - クリスティアネ・フュルスト - シニアード・ジャック - キャサリン・プラマー - ロスランディ・アコスタ - ジャラスポーン・ブンダサック |

## アンダーカテゴリー
エアリービーズアカデミーとしてジュニアチーム・スクールが活動している。

### スクール
バレーボールスクールを郡山・岡崎・西尾・札幌で開催しているほか、選手・指導者対象のセッタークリニックを開講している。

### スタッフ
| 役職                   | 名前     | 備考 |
| ---------------------- | -------- | ---- |
| アカデミーコーチ       | 山口祐之 |      |
| アカデミーコーチ       | 森谷史佳 |      |
| 出典：チーム公式サイト |          |      |